# 小室哲哉
小室哲哉（日语：／ Komuro Tetsuya */?；1958年11月27日—）是日本的音樂製作人、作曲家、作詞家、鍵盤手。
小室哲哉在1990年代中期將電子舞曲發展為日本流行音樂主流，同時也擔任很多知名歌手的樂曲製作，如樂團globe、TRF、華原朋美、鈴木亞美以及安室奈美惠（早期）等等，造就1990年代在日本樂壇中雄踞一方的「小室家族」，被認為是日本流行音樂業界影響巨大的人物之一。他參與製作的唱片,在日本國內的總銷售量已經突破1億7000萬張，為日本史上最高銷量的音樂製作人。同時，他作曲的單曲總銷售量超過7000萬張，在日本史上排行第二；而他作詞的單曲總銷售量亦突破4200萬張，位列日本史上第三。

## 經歷

### 1986 - 1990：第一全盛期
1986年製作給渡邊美里的樂曲「My Revolution」獲得日本唱片大賞作曲獎。之後自己成立樂團TM NETWORK1987年發表了單曲「Get Wild」（動畫《城市猎人》片尾曲），一炮而紅，躍升成為當時日本樂壇當紅音樂監製。並於1988年第39屆NHK紅白歌會中獲邀登場。
除了經營自己的樂團，同時也製作許多樂曲給其他歌手，如渡邊美里、岡田有希子，荻野目洋子，福永恵規、堀智榮美，中山美穗，松田聖子，小泉今日子，宮澤理惠，觀月亞里莎，牧瀨里穗，中森明菜等等。

### 1994 - 1998：第二全盛期
1991年，小室與甫成立三年的愛貝克思簽約，往後數年創造之巨大商業成功成為愛貝克思架構的基礎。
從1994年TMN活動結束前後開始，他為觀月亞里莎，筱原涼子，TRF，hitomi，內田有紀，DOS，globe，華原朋美，安室奈美惠，鈴木亞美眾多歌手負責多數的作詞，作曲，編曲和音樂演出事宜，從1994年至1999年間誕生了無數百萬名曲，引起之社會現象甚至被特稱為「小室家族」，「小室音」，「小室系」等專有名詞。
1995年開始4年連續得日本唱片大獎。1996年globe專輯「globe」銷破413萬，創下當時的Oricon史上銷售最高專輯記錄。為安室奈美惠製作的專輯也銷破300萬。光是1996年，其製作樂曲銷量就突破1500萬張。自1996年開始連續2年在高額納稅人順序居全國4位，1997年的納稅額是11億7000萬日元，推定所得是約23億日元。1996年也開始海外發展，與媒體大亨魯珀特·默多克合作出資了100萬美元香港設立了合營公司TK NEWS。
1996年4月15日公布的Oricon單曲周榜前五位，其詞曲創作全部為小室一人所獨占，是全世界公信榜前所未見的紀錄。1995年的日本著作權配額大獎（JASRAC award）小室獨佔了前三名，也是該獎開設至今26年的唯一一人。

### 1999 - 2008：低潮
1999年開始其樂曲銷售大幅降低。於2001年與吉本興業簽約，但低迷情況仍持續著。2001年和旗下舞蹈組合DOS舞者吉田麻美閃電結婚，同年秋天女兒琴梨在東京都醫院誕生，但在隔年即離婚，並被迫支付約7億日圓的贍養費，因無法一次付出而採分期付款。離婚後於2002年11月與長久以來的戀人兼同事地球樂團主唱KEIKO結婚。2004年在海外投資鉅額損失約70億日圓後撤退。
2008年11月1日，他在NACK 5的廣播上對自己十年際遇無奈描述：「98以來這10年曲子好像怎麼都寫不出來呀……」

### 2008：5億日圓詐欺嫌疑
2006年8月6日，他以10億日元代價協議出售自己的806首歌曲版權，並稱「著作權扣留在前妻ASAMI手中，為解除扣押，需先收取5億」。但他遲遲未將歌曲版權實際交到買方手中。因其實歌曲版權是在經紀公司愛貝克思手上，小室並沒有移轉的權利。
於是，買方在2008年2月提出了包括已支付的5億元加上利息共6億的求償。而小室在期限的2008年9月30日仍未能付出6億元賠償金。2008年11月4日，檢調單位以詐欺嫌疑逮捕了小室及其同事共三人。
另有兩家公司擬對小室提告。
小室哲哉在被逮捕之前，就因怕連累KEIKO而主動和她協議離婚，相關人士透露，因為不希望讓女方背負十幾億日幣的欠債，也希望解除娘家經常接到討債電話的困擾，因此快刀斬亂麻結束六年夫妻生活。KEIKO所屬的經紀公司對於這次事件做出回應：「她(KEIKO)因為受到的衝擊太大，無法表示任何意見」。但其實2人仍感情要好，因此，KEIKO在家人勸導下，已打消了離婚的念頭。
小室被捕當日，各界皆無法聯繫上KEIKO，甚至有媒體稱「失蹤」，所屬公司發言人指她因受到極大打擊留在家中休息。直到11月5日晚，KEIKO終於透過所屬公司發表聲明：「我知道我倆前方的道路將會是多麼崎嶇難行，但我已經有和他一同走到最後的覺悟。」
11月21日，妻KEIKO與所屬公司愛貝克思合資3000萬日圓的保釋金將其保釋。法院於2009年1月21日一審判決詐欺成立，二審於2009年3月12日，此時小室已將6億5千萬的民事賠償付清。刑事部份三審始於2009年4月23日，檢察官求刑五年，5月11日定讞，判決有罪，判刑三年，但可緩刑五年。

### 2009 - 2017：復出
2009年8月22日，在A-nation上與globe一起出演並鞠躬致歉，音樂活動再開始。
2010年5月復出第一作，提供給AAA之單曲《想見你的理由 / Dream After Dream ～夢醒之夢～》得到Oricon冠軍。
2010年9月连续提供給濱崎步之單曲《crossroad》《L》獲得好評，均获得Oricon冠軍。
2010年9月globe推出15周年纪念精选，分成三个版本。
2010年12月濱崎步原創專輯Love songs大部分曲目(除MOON、insomnia、Aria、blossom、Sweet Season及overture之外)皆由小室製作。
2011年2月AAA原創專輯Buzz Communication所有曲目皆由小室製作。

### 2018年：引退
2018年1月被《週刊文春》爆料小室帶美女护士回家過夜，疑似与该女性有不伦关系。
2018年1月19日，小室召开記者會鞠躬道歉，表示自己在五六年前就已经失去“作为男性的能力”，与报道中的女护士绝无男女关系，但由于这件事情带来的骚动，且照顾妻子与音乐创作无法两立，即日起停止一切“自发的音乐活动”。

### 2019年至今：再次復出
从2019年开始，他将继续作为音乐家的制作活动，开始向建筑和艺术相关公司提供充分利用钢琴合成器制作的空间音乐，但不透露自己的名字。
2020年，在秋元康及相关方的支持和提议下，以作曲、编曲身份参与了乃木坂46的新曲《Route 246》創作，时隔2年3个月首次公开提供作曲，其後亦恢復為其他歌手提供樂曲。在父母滨举行的户外音乐会、以TM NETWORK 的广播出现以及三个人的舞台等活动已经恢复。
2021年2月26日，与KEIKO完成离婚。
2022年3月1日開始，就任為国立研究開発法人理化学研究所的客員主管研究員，任期直至2025年。期間將與理化学研究所的研究員一起對「利用人工智能的作曲支援系統」、「小室哲哉對人工智能的分析」與「小室哲哉與人工智能的共同創作」等主題進行研究。該職位通常只會由取得博士學位的合資格者擔任，但有鑒于小室哲哉對日本音樂制作的創新貢獻，理化学研究所特例邀請了小室出任此職位。

## 評價
- 小室哲哉出現之後，日本「音樂製作人」一詞的所代表的意義大為提升。過去，作詞作曲與資金物流等工作通常是由多人負責，而音樂製作人主要負責後者，不常參予詞曲創作本身。但小室卻多本人完成大部分，而造成個人風格強烈的一派「小室系」歌手。
- 曾為瑪丹娜、宇多田光，坂本龍一等巨星製作樂曲的GOH HOTODA（日语：GOH HOTODA）這麼評價他：「是因為小室先生的影響，長久以來認為日本音樂適合低音域的根深蒂固觀念才消失，而向上昇華了。」
- 坂本龍一曾經表示：「小室教育了日本人的耳朵，從旋律線、轉調、編曲、到節拍感......太多了。」[9]

### 小室家族
在90年代成立「小室家族」而來，在港、台地區收下不少練習生，當中在香港簽入多位徒弟，分別為葉佩雯、譚凱琪、陳敏之、盧靖姍(已離隊)、姚詠儀和姚詠雯，而在台灣則有林榆涵(Ring)，於1997年至1999年活躍於台、日兩地，並發行3張單曲與1張專輯。

## 脚注